# Serdce ne proščaet
Serdce ne proščaet (Сердце не прощает) è un film del 1961 diretto da Vladimir Zacharovič Dovgan' e Ivan Kobozev.